# Кізяк

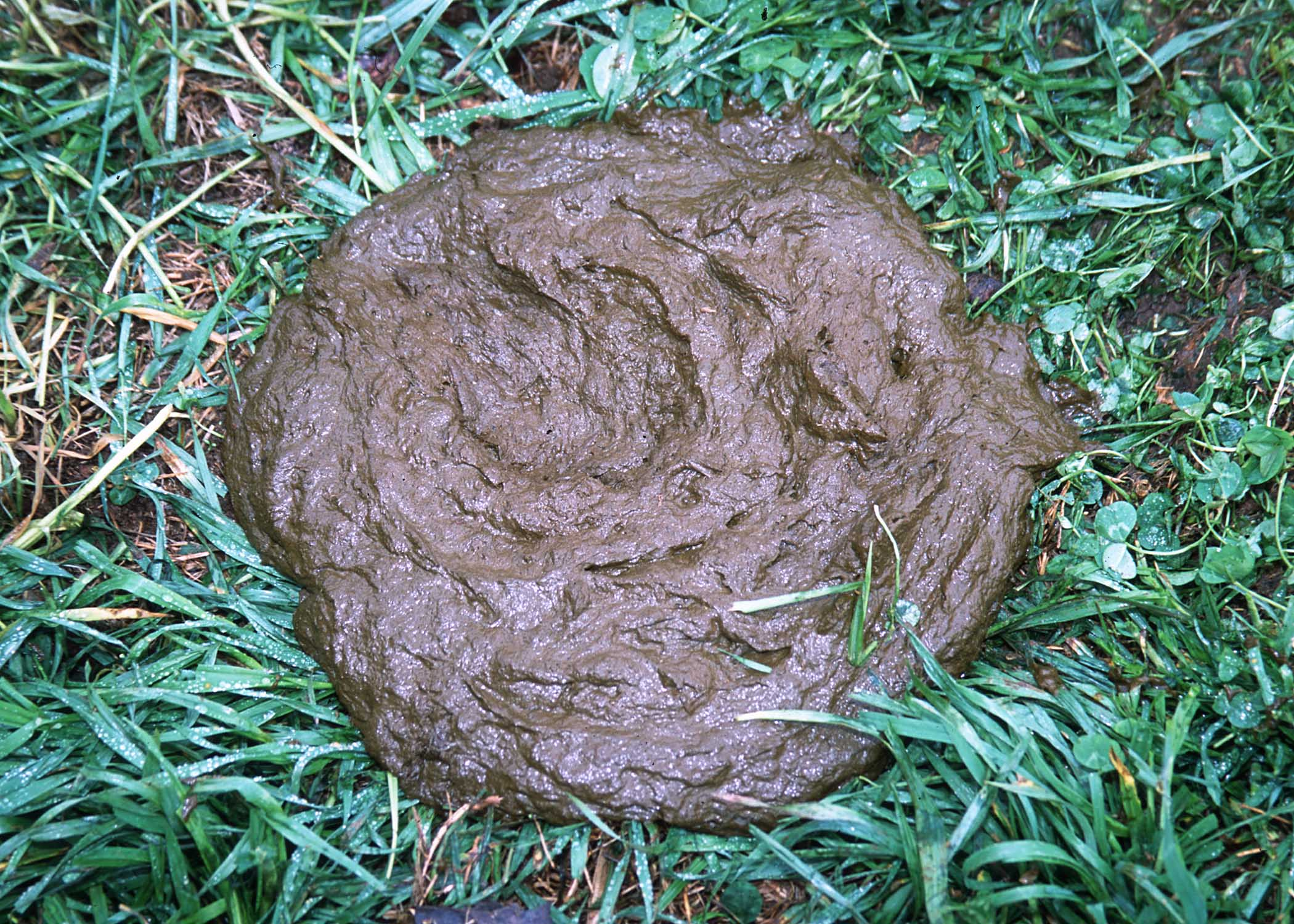
Свіжий коров'ячий кал

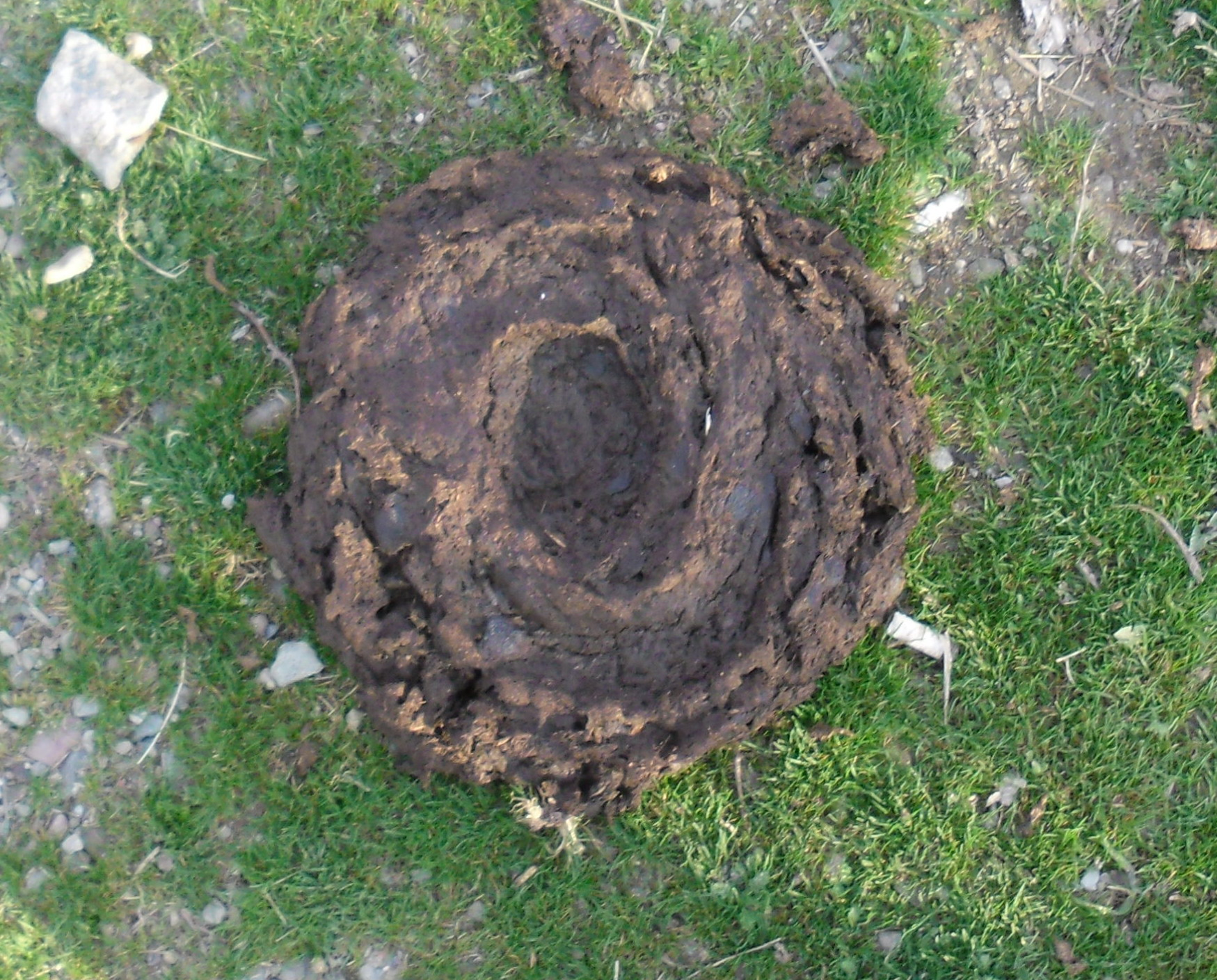
Кізяк корови.

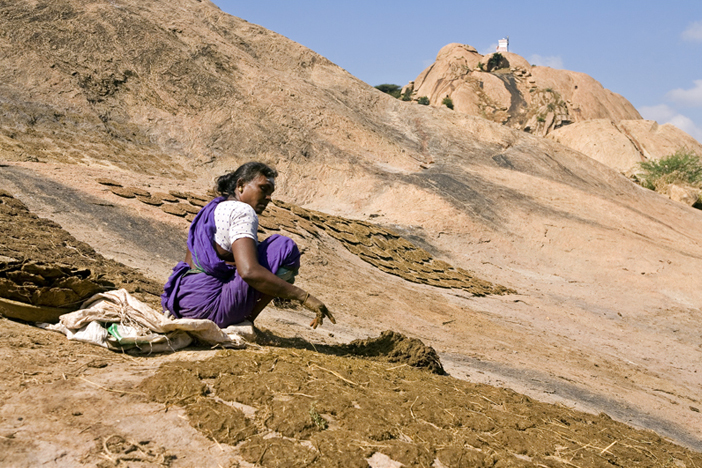
Коров'ячий гній висушують на паливо в Індії

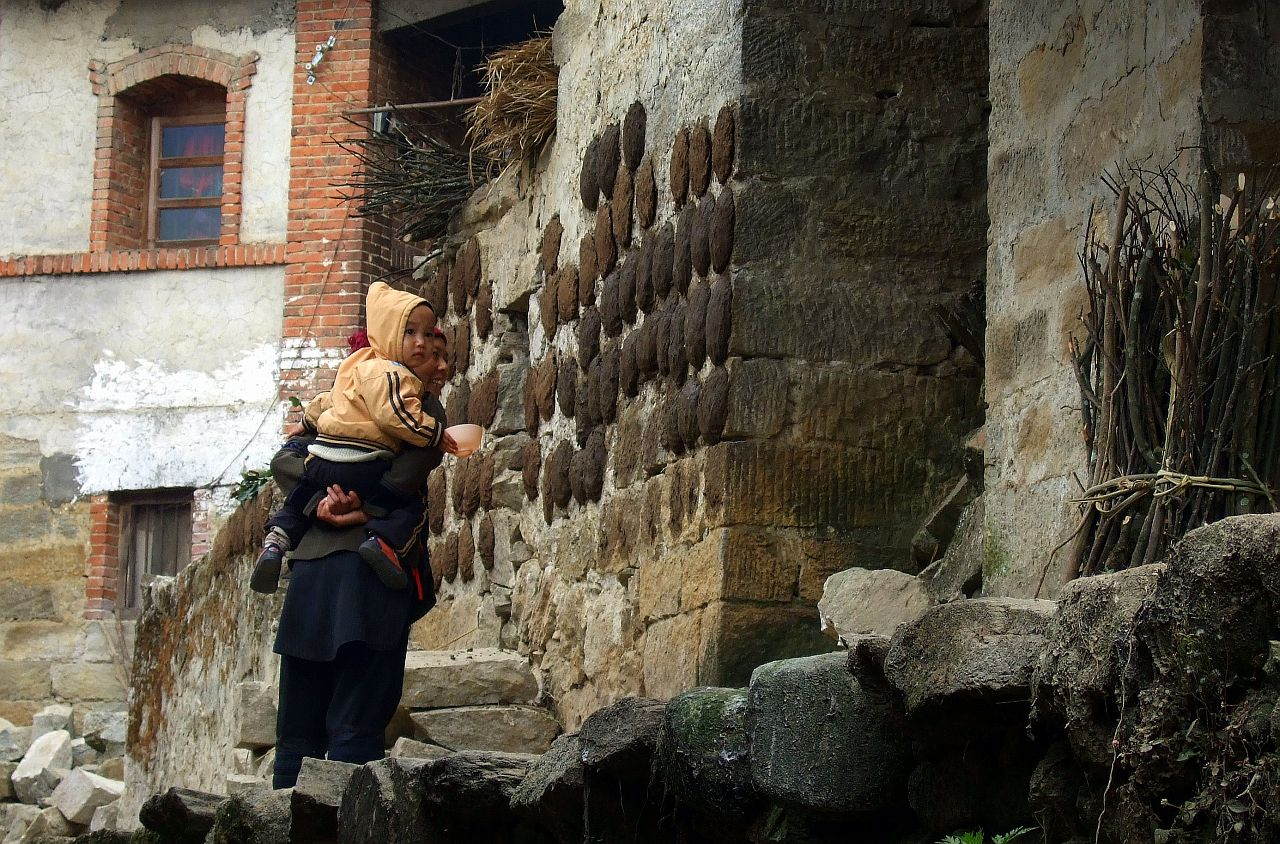
Висушування буйволиного кізяка на стіні будинку в провінції Юньнань (Китай)

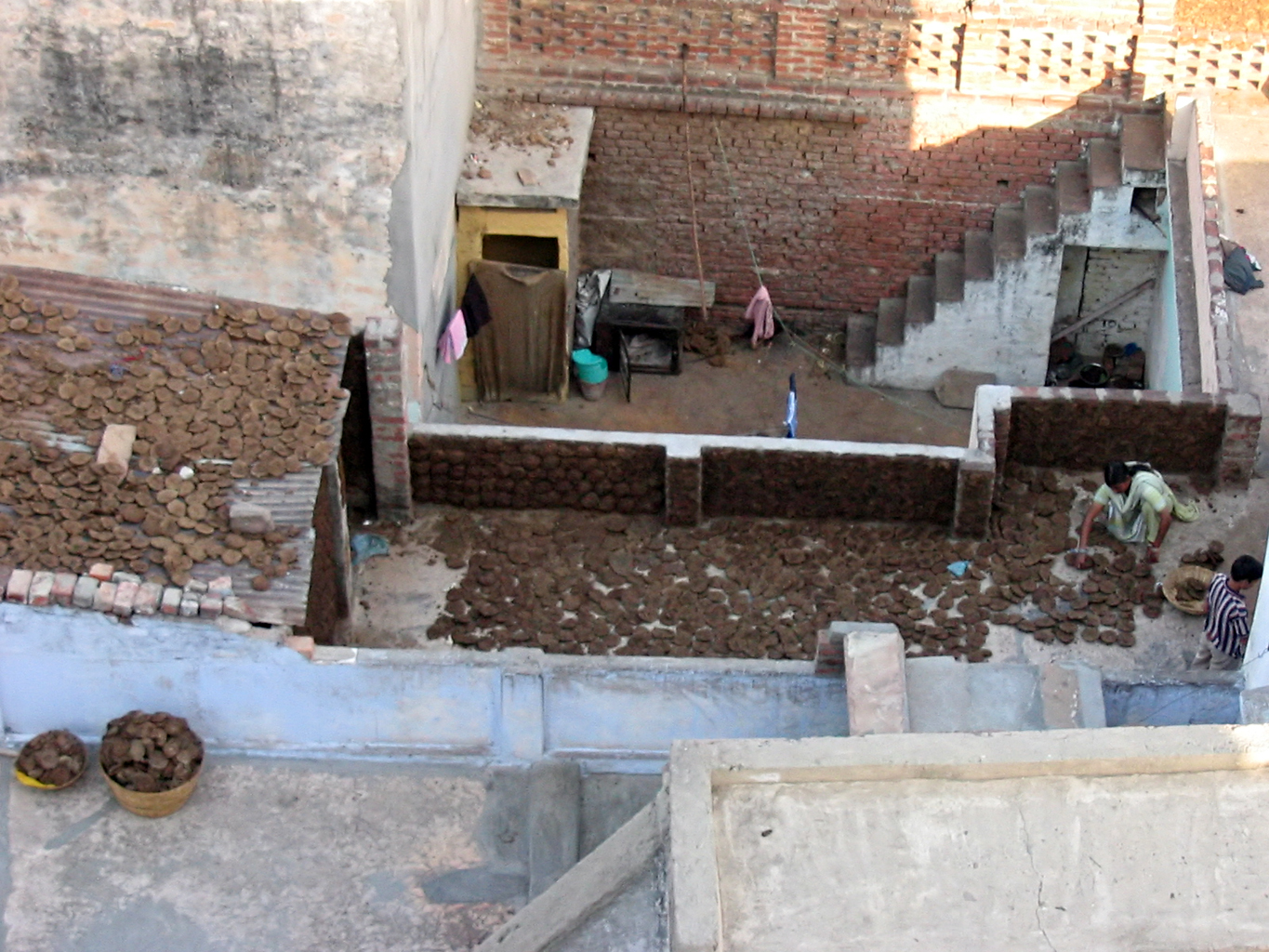
Сушений Кізяк корови в Варанасі (Індія). В Індії коров'ячий кал називається «гобар»

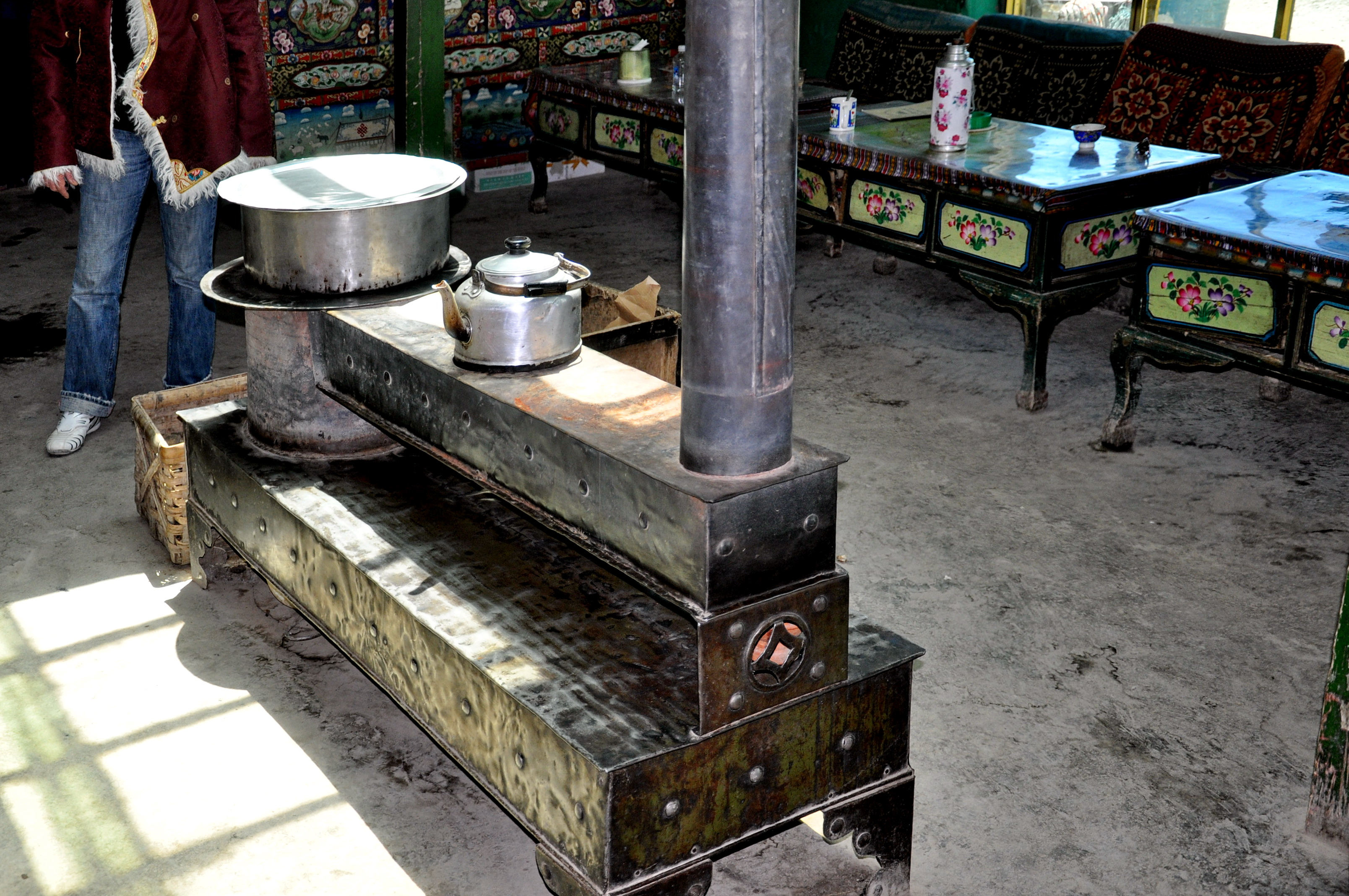
Тибетські пельмені готують на паливі з гною яків.

Кізя́к (рідко кизя́к) — продукт життєдіяльності худоби, екскременти. Виходить в результаті ферментативної, зокрема мікробної, переробки смітних і кормових трав та калу організмом худоби. Має характерний запах і консистенцію. Висушений або перероблений, використовується як природне добриво або паливо (наприклад, для спалювання в печі для обігріву або приготування їжі). Плитки сушеного гною ще називалися кирпичем (про одну плитку кирпичина).

## Етимологія
Терміни кізяк, кизяк походять з тюркських мов (пор. азерб. täzäk, тур. tezek, тат. тизəк). Слово кізяк у цьому значенні не пов'язане за походженням з омонімічним йому кізяк («бурдюк з козячої шкіри»), яке походить від «коза» (пор. діал. кожа — «шкіра»).
Слово кирпич також є тюркізмом: тур. kerpiç, тат. кирпеч («цегла») походять з перської мови.

## Виготовлення
Описано на прикладі заготовки кізяка жителями Західного Сибіру.
Гній перемішують з соломою, після декількох днів відлеження суміші збираються групою мешканців — «тягати кізяки» — зазвичай діти, жінки, літні чоловіки, так як робота не занадто важка. Гнойово-солом'яна суміш перетаптується для однорідності складу людьми, зазвичай босоніж, потім закладається в дерев'яні спеціальні форми — щось на зразок ящика без дна. У кожної людини, що бере участь у виготовленні кізяків, своя форма, у багатьох ці форми передаються з покоління в покоління. Але змайструвати її не складно, хоча і виготовляти потрібно з дефіцитного в цій місцевості дерева. Форма для кізяка являє собою рамку приблизно 70 см на 50 см і заввишки сантиметрів 25 з ручкою — щоб можна було нести суміш для сушки. Форму розташовують у місці, що знаходиться недалеко (у двох-трьох метрах) від місця, де знаходиться кізякова суміш.
Кізяком називають (і вважають у штуках) також масу суміші, що знаходиться в одній формі або її частини, виділені перегородками.
Наступний етап: викладені на трав'яному полі сирі кізяки повинні просохнути на сонці протягом декількох днів поки не стануть абсолютно сухими. Тому дні не повинні бути дощовими — підходящі вибираються за народними прикметами. Висохлий кізяк, легкий і твердий, не розсипається при ударі один об одного або падінні з невеликої висоти.
Заключний етап: кізяки перевозяться на ручному дерев'яному візку або на возі, запряженому конем, на господарський двір і складаються для зберігання в досить високу піраміду, приблизно метра два заввишки зі зрізаним верхом.
У степових народів кізяк в основному виготовляють з овечого гною. За час перебування овець (і/або кіз) в загонах (нічні, зимові) гній не прибирається, а трамбується самими тваринами, перетворюючись на однорідну і тверду масу. З часом ця маса збільшується по висоті. В результаті чого з'являється необхідність чистити загін. Гній вирізається невеликими квадратиками, приблизно до 30х30 см, після чого сушиться на сонці протягом декількох тижнів або місяців, і збирається. Такий кізяк як паливо подібний до вугілля, тому є ідеальним паливом в домашніх умовах, але одним з недоліків є те, що після його згорання залишається багато золи і неприємний запах.
Якщо гній своєчасно не утилізуються дощовими черв'яками і гнойовими жуками, то може висохнути і, залишаючись на пасовищах, що погіршує їх стан, роблячи малопридатними для випасу худоби.

## Застосування
Коров'ячий гній є додатковим компонентом у виробництві саману (глиняної цегли).

### Використання як палива
У сільських районах Індії і Пакистану кізяки використовуються як паливо для електростанцій, забезпечуючи поновлюване і стабільне джерело електроенергії.
У Центральній Африці, в сільських будинках масаїв коров'ячий гній спалюють, щоб відлякати комарів. У холодних місцевостях, коров'ячий гній використовується для вирівнювання стін хатин як дешевий тепловий ізолятор.
В 1920 році в Сибірському навчально-дослідному господарстві було збудовавно газогенераторну установку для двигуна внутрішнього згорання в 20 к. с. первинним паливом для якої могли бути використані опале листя, солома, полинь або кізяк в лампачах. Інтенсивність газифікації соломи, очерету і кізяка може знаходитись в межах 600—700 тисяч ккал/м² год.